# Tønder
Tønder anhörenⓘ (deutsch Tondern; südjütisch: Tynne; nordfriesisch Tuner; niederdeutsch Tönder) ist eine dänische Kleinstadt an der Vidå (deutsch: Wiedau) nahe der deutsch-dänischen Grenze. Sie bildet das Zentrum der Kommune Tønder in der Region Syddanmark und gehört zum Kirchspiel Tønder Sogn. Die 7477 Einwohner (1. Januar 2025) heißen Tonderaner.
Die Stadt ist über die Landesgrenzen hinaus für das internationale Tønder Festival bekannt, das jährlich im August Folk- und Rootsmusiker präsentiert.

## Geschichte
Die Stadt hieß vor 1800 Thundern (so viel wie „umzäunter Strand“), im 13. Jahrhundert Tunder, Tundær.
Tønder gehört zu den ältesten Städten auf der Landbrücke zwischen Nord- und Ostsee. Schon 1017 war es in Flensburg als Hafenort bekannt. Im Jahr 1227 waren die Dominikaner und 1238 die Franziskaner nach Tønder gekommen und hatten Klöster gegründet. 1243 erhielt der Ort Lübisches Stadtrecht. Es war im Mittelalter einer der wenigen Hafenplätze der schleswigschen Westküste. Davon zeugt noch heute das Schiff im Stadtwappen. Wegen der niedrigen Lage wurde die Stadt immer wieder von Sturmfluten heimgesucht, unter anderem 1532 und 1593. Im Jahr 1615 reichte das Wasser bis an die Fenster des Schlosses, 1634 stand es drei Fuß hoch in der Kirche. Es gab in Tønder zahlreiche Brandkatastrophen. Im 16. und 17. Jahrhundert wütete die Pest fünfmal in der Stadt.

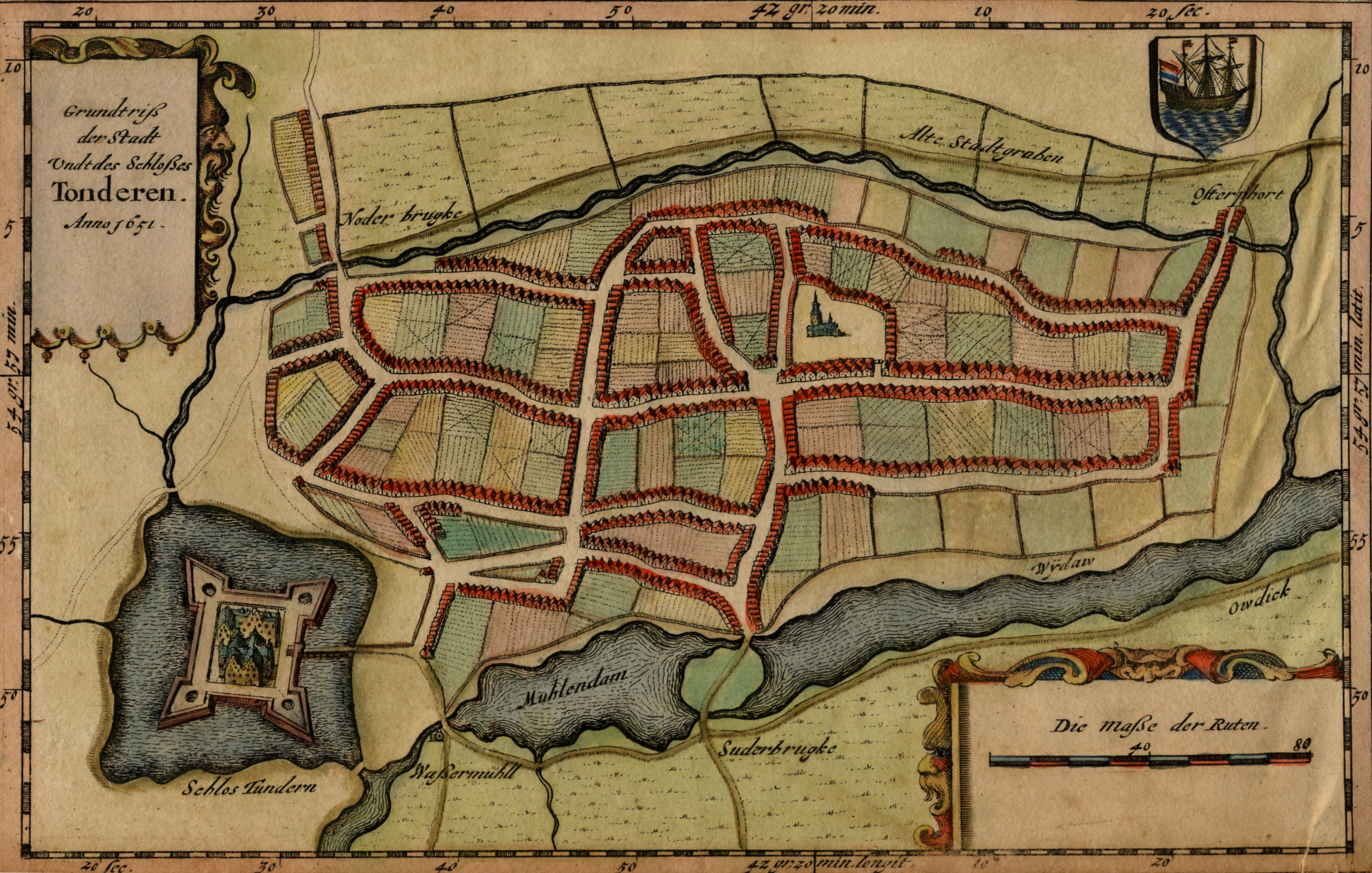
„Grundtriß der Stadt vndt des Schloßes Tonderen. Anno 1651“ von Johannes Mejer

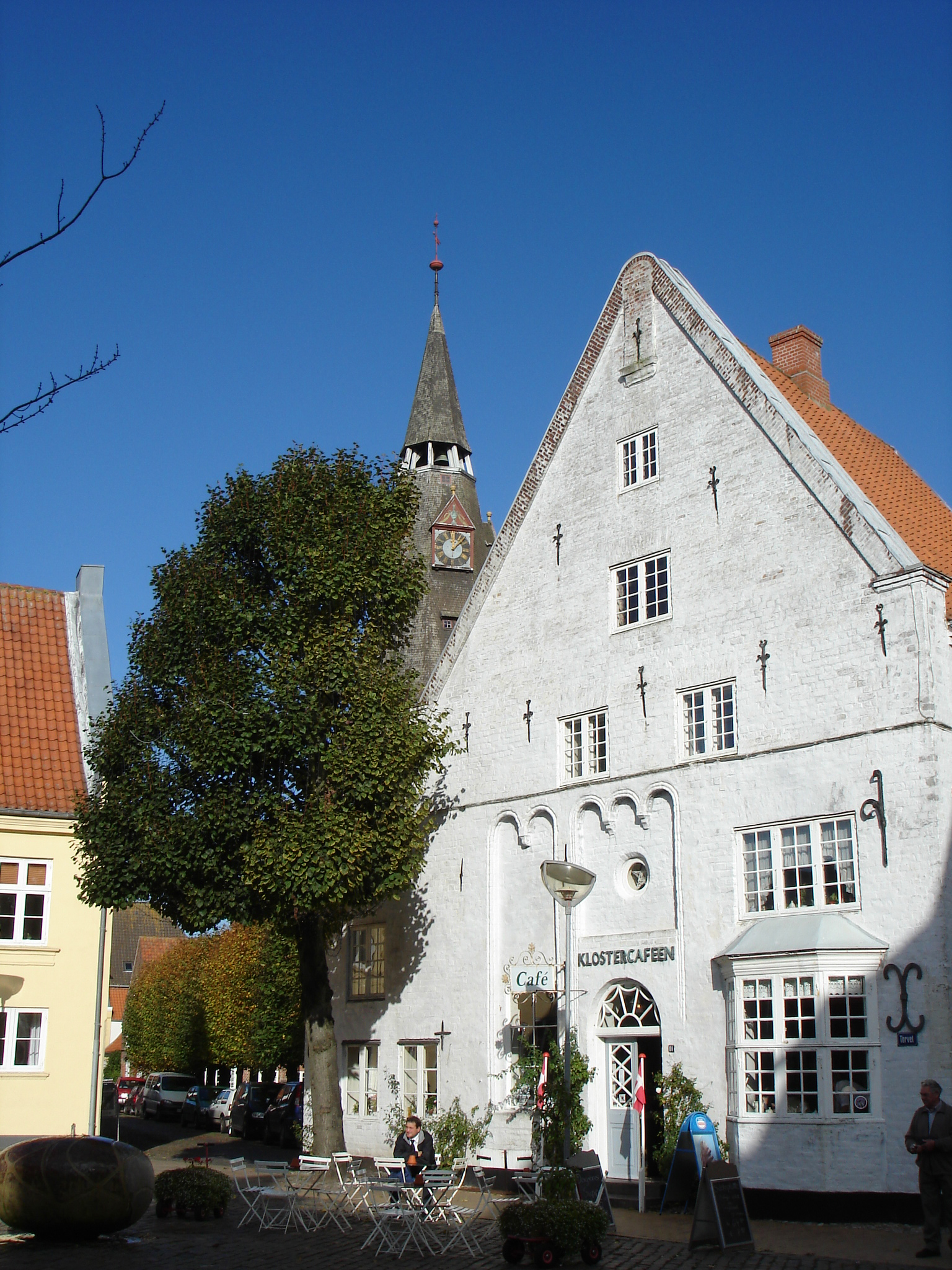
In der Innenstadt

Von großer Bedeutung war bis ins 20. Jahrhundert der Viehhandel, da die Stadt am westlichen Ochsenweg lag. Das am Rand der Handelsstadt gelegene Schloss entwickelte sich zum Verwaltungszentrum eines großen Amtes. Bei der Landesteilung von 1544 wurde Johann II., genannt Johann (Hans) der Ältere, Landesherr, nach dessen Tod 1581 der Herzog von Gottorf, bis die Teilung 1713/21 aufgehoben wurde.
Durch Landgewinnungen an der Westküste verlor die Stadt ihren Zugang zum Meer und damit einen erheblichen Teil ihrer wirtschaftlichen Bedeutung. Im 17. Jahrhundert blühte das Spitzenklöppeln als wichtiger Wirtschaftszweig auf. 1788 wurde die Stadt Standort des ersten Lehrerseminars im Lande.
Im 19. Jahrhundert geriet die Stadt in den Sog des deutsch-dänischen Konflikts. Die Bürgerschaft war mehrheitlich deutsch gesinnt und schloss sich im Schleswig-Holsteinischen Krieg (1848–1851) der schleswig-holsteinischen Seite an, während vor allem das nördliche Umland der Stadt dänisch geprägt blieb. Nach Wiederherstellung des Gesamtstaates unter der dänischen Krone behielt Tønder seine administrativen Funktionen. Jedoch stießen die 1851 eingeführten Sprachreskripte auf Widerstand. Diese führten, um den Sprachwechsel zum Deutschen zu stoppen, in den gemischtsprachigen Gebieten Schleswigs (von Tondern bis zum Umland von Husum und Kappeln) Dänisch als allgemeine Unterrichtssprache bei vier wöchentlichen Deutschstunden ein. Die Kirchensprache sollte abwechselnd Deutsch und Dänisch sein. Tondern war jedoch (wie das südliche Leck (Nordfriesland)) von der Beschränkung auf vier wöchentliche Deutschstunden ausgenommen. Nach dem Deutsch-Dänischen Krieg und dem Übergang zu Preußen wurde 1888 dann Deutsch alleinige Unterrichtssprache im schleswigschen Raum. Ausnahmen bildeten vier Wochenstunden Religion.
Nach dem Deutsch-Dänischen Krieg 1864 kam die Stadt zu Preußen sowie ab 1871 zum Deutschen Reich. Ab 1868 war sie mit der Hauptbahn Hamburg–Fredericia über eine Nebenbahn nach Tinglev verbunden. 1887 wurde sie Knotenpunkt an der Marschbahn von Hamburg zur damaligen dänischen Grenze und nach Esbjerg und wurde über die bald darauf errichtete Nebenbahn nach Højer Sluse Umsteigeort für Reisende nach Sylt. Sie war Sitz des Landkreises Tondern, verlor jedoch wirtschaftlich an Bedeutung. 
Von etwa 1914 bis 1918 war Tondern Stützpunkt für Militärluftschiffe und Zeppeline. Der Angriff auf die Luftschiffhallen von Tondern am 19. Juli 1918 war der militärgeschichtlich erste Luftangriff von einem Flugzeugträger auf ein Ziel an Land.

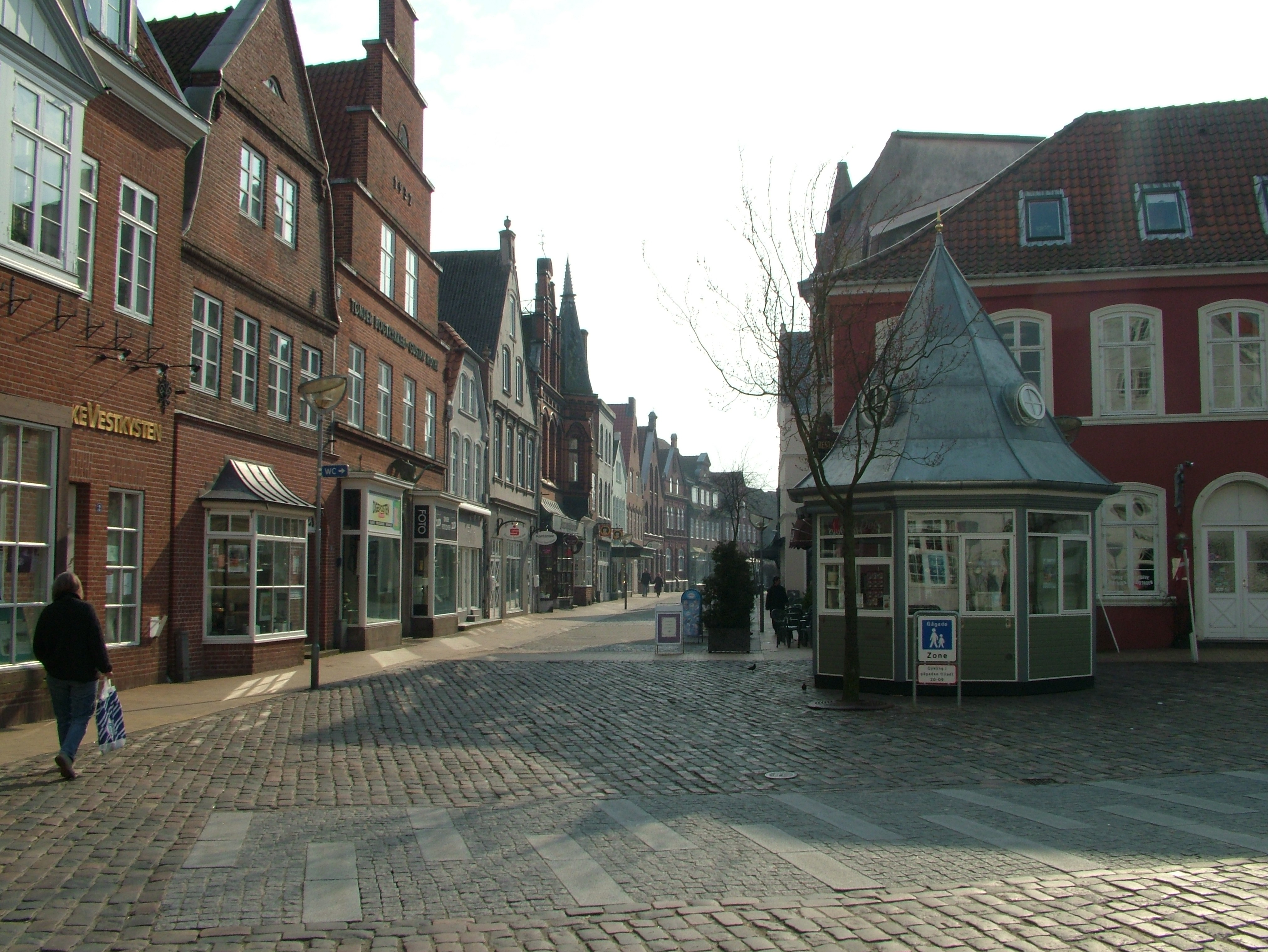
Fußgängerzone

Nach dem Ersten Weltkrieg fiel Tønder wegen der En-Bloc-Regel für die I. Zone bei der Volksabstimmung an Dänemark, obwohl 77 Prozent der Stimmberechtigten für einen Verbleib beim Deutschen Reich gestimmt hatten (Details im Artikel Nordschleswig). In den Folgejahren hatten die deutschen Parteien die Mehrheit im Stadtrat. Bis 1945 war die Stadt zweisprachig beschildert. Kurz nach der Etablierung der dänischen Verwaltung wurde Tønder Standort einer Garnison. Vom 9. April 1940 (Unternehmen Weserübung) bis zum Kriegsende war Dänemark von der Wehrmacht besetzt; danach schwand die politische Bedeutung des deutschen Bevölkerungsteils erheblich. Die Grenzlage behinderte die Entwicklung der Stadt. Dennoch siedelten sich einige Unternehmen an. Die Bedeutung des Tourismus nahm zu. Trotz der Verbesserung des grenzüberschreitenden Verkehrs wurde die Lage Tønders gegen Ende des 20. Jahrhunderts zusehends schwieriger. 1989 schloss das Lehrerseminar seine Pforten, 2002 die Kaserne und 2003 das Krankenhaus, das jedoch inzwischen als Privatklinik wieder ausgebaut wird.

### Gebietsreformen
Tønder gehörte bis 1970 zur Harde Tønder, Højer og Lø Herred in Tønder Amt, danach zur Tønder Kommune in Sønderjyllands Amt. Im Zuge der Kommunalreform zum 1. Januar 2007 wurde die neue Tønder Kommune gebildet.
1970 wurden die Umlandgemeinden Møgeltønder, Abild, Hostrup und das Landkirchspiel Tønder, das aus den Orten Lille Emmerske (dt. Klein Emmerschede), Store Emmerske (dt. Groß Emmerschede) und Tved (dt. Twedt) bestand, eingemeindet.

## Kultur

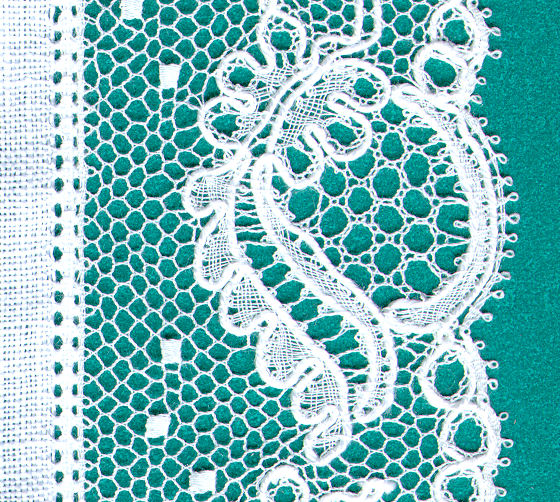
Traditionelle Klöppelarbeit aus Tønder (Tønderknipling)

### Musikfestival
Jährlicher kultureller Höhepunkt der Stadt ist das Tønder Festival, das am letzten Wochenende im August stattfindende internationale Folk- und Rootsmusik-Festival. Es gehört zu den größten Festivals dieser Art in Europa.

### Heiratsparadies
Ähnlich dem schottischen Gretna Green gilt das grenznahe Tønder seit Mitte der 1960er Jahre als Heiratsparadies. Hier werden jährlich 2.500 bis 3.000 Ehen (Stand 2008) geschlossen, darunter gleichgeschlechtliche Ehen. Die Eheschließung mit ausländischen Partnern ist hier mit weniger Formalitäten als in Deutschland verbunden und wird EU-weit anerkannt. Im Jahr 2007 standen den 2366 ausländischen Hochzeitspaaren lediglich rund 150 Paare aus der Region gegenüber. Gefordert werden diverse Unterlagen und eine Anmeldegebühr von 855 dänischen Kronen (oder 115 Euro; Stand 2017). Schätzungsweise 8.000 zusätzliche Übernachtungsgäste bescherten der örtlichen Wirtschaft 2007 Mehreinnahmen in Höhe von über 17 Mio. Kronen.

### Sehenswürdigkeiten

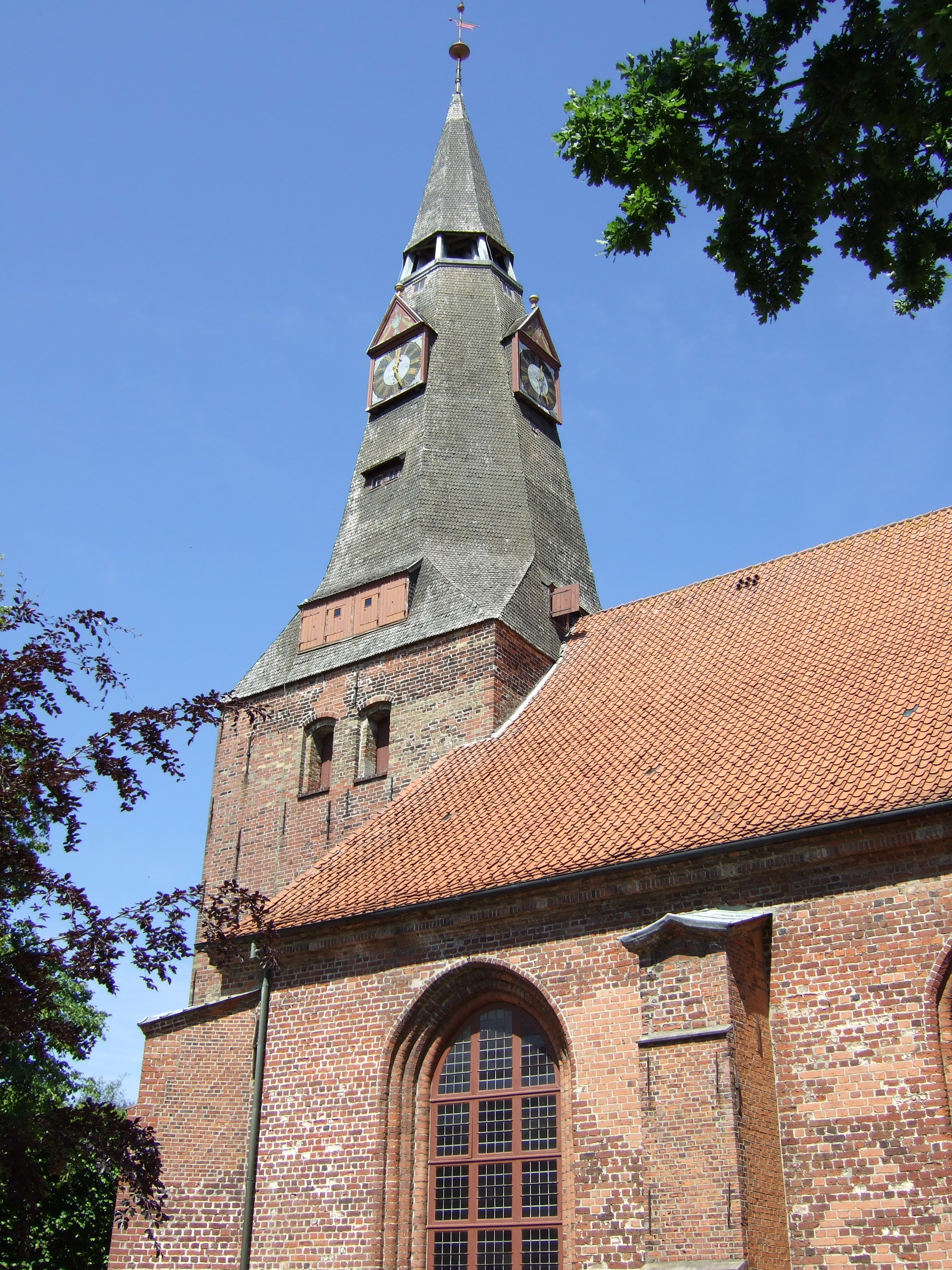
Christkirche zu Tønder

- In der Altstadt stehen zahlreiche gut erhaltene Patrizierhäuser vor allem aus dem 17. und 18. Jahrhundert
- Christkirche (1592), spätgotisch, zahlreiche Epitaphien
- Museum Sønderjylland Kulturhistorie Tønder: stadtgeschichtliche Sammlung und bedeutendes Kunstmuseum
- Museum Sønderjylland – Wasserturm: Ausstellung über den Möbeldesigner Hans J. Wegner
- Museum Sønderjylland – Klöppelmuseum in der Fußgängerzone Vestergade
- Zeppelin- und Garnisonsmuseum Tondern, hier lag bis 1920 einer der größten Luftschiffhäfen in Deutschland
- „Kaakmann“ auf dem Marktplatz. Kaakmann hieß der städtische Büttel und Kaak der Schandpfahl
- Drøhses Haus, Bürgerhaus von 1672 mit Ausstellung zur Geschichte der Klöppelspitzen in Tønder seit dem späten 16. Jahrhundert, dazu eine Gläsersammlung
- Liebestempel, ein kleiner Pavillon im Stil des Klassizismus von 1800 in der Carsten-Richtsen-Anlage

### Weihnachtsmarkt und Det Gamle Apotek

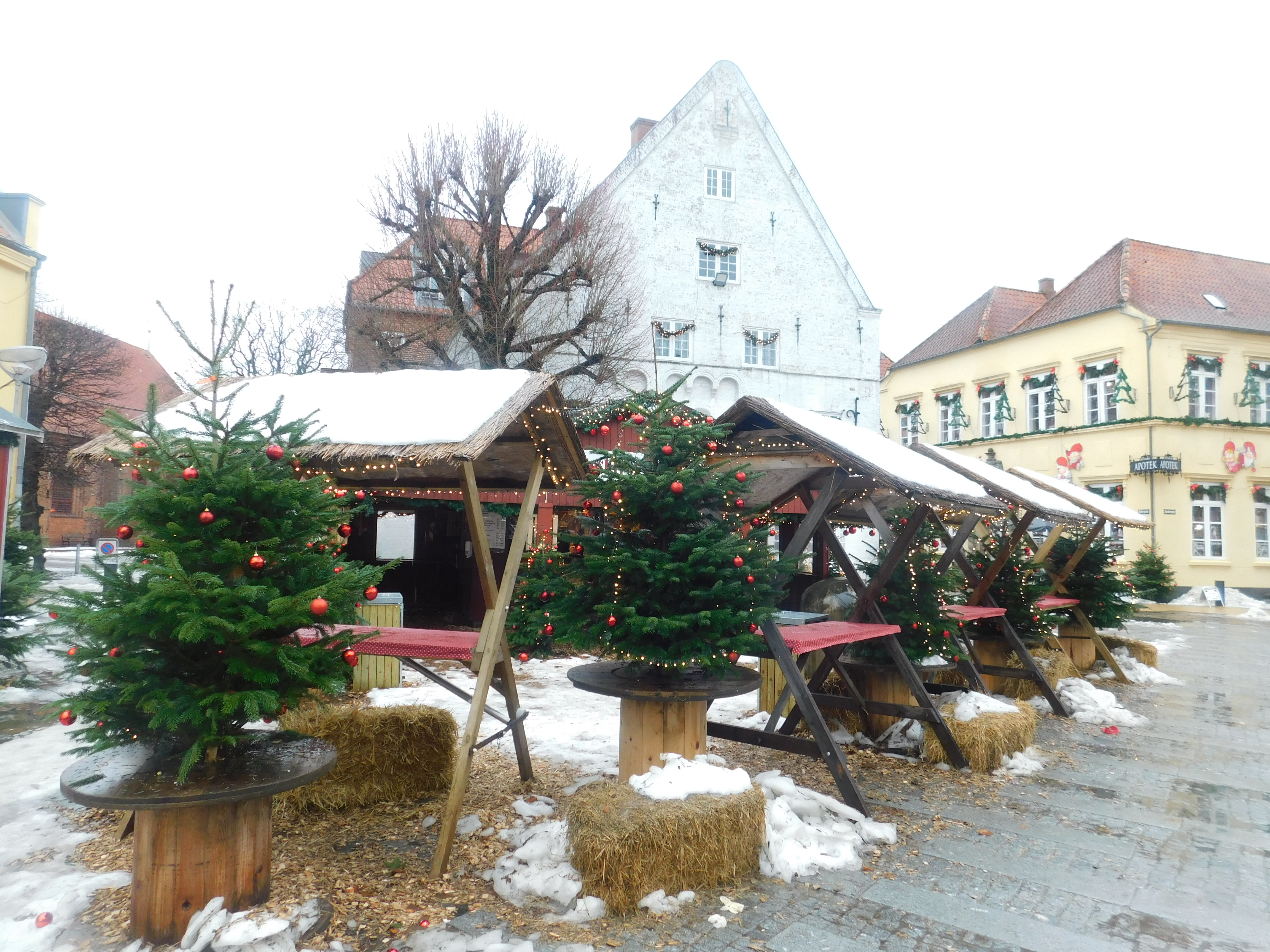
Weihnachtsmarkt Tondern mit Det Gamle Apotek

In Tondern startet die Weihnachtssaison bereits Anfang November. Fast zwei Monate lang ist die ganze Stadt bis zum Heiligabend dann weihnachtlich geschmückt. Dabei findet der Weihnachtsmarkt hauptsächlich rund um den Kaakmann am Marktplatz statt. 
Am Marktplatz befindet sich mit Det Gamle Apotek (deutsch: Die Alte Apotheke) auch ein Kaufhaus für Dekorationsartikel und Möbel, das ganzjährig Weihnachtsartikel verkauft. Das Kaufhaus wurde selbst zur Weihnachtszeit eröffnet.

## Wirtschaft und Infrastruktur

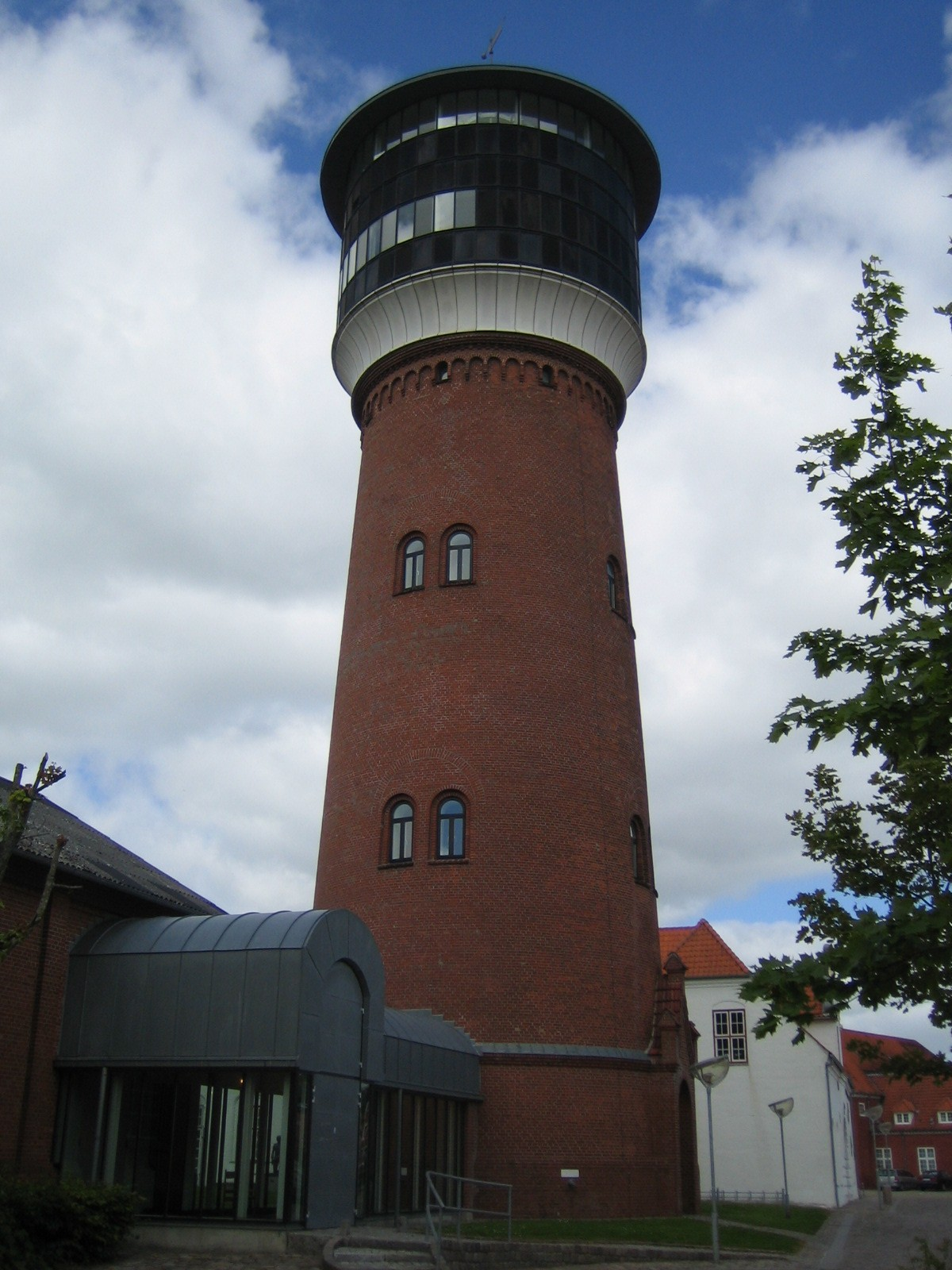
Wasserturm

### Bildung
In Tønder gibt es ein Gymnasium mit einer dänisch-deutschen „Europaklasse“, die von Schülern der nahe gelegenen Friedrich-Paulsen-Schule in Niebüll besucht wird, die deutsche Ludwig-Andresen-Schule, einen deutschen Kindergarten, eine Kommunalbücherei und eine deutsche Bibliothek. Für den deutschen Teil der evangelisch-lutherischen Kirchengemeinde arbeitet eine deutsche Pastorin.

### Verkehr
An der Grenze südlich von Tønder endet die Bundesstraße B 5, die in Dänemark als Primærrute 11 weitergeführt wird. Weitere wichtige Fernstraßen sind die A 8 nach Sønderborg mit Anschluss nach Flensburg in Kruså sowie die Straßen nach Kolding und Aabenraa.
Der Bahnhof Tønder (Tønder station) liegt an der Marschbahn und wird von der Regionalbahnlinie 66 bedient. Von 2014 bis 2023 wurden dabei die Züge von Niebüll nach Esbjerg durchgebunden und auch die Station Tønder Nord bedient. Diese Linie wurde von Arriva Danmark betrieben. Seither enden die Züge der Arriva in Tønder, und es muss auf einen Zug der Norddeutschen Eisenbahngesellschaft (neg) umgestiegen werden.
Die 1868 eröffnete Querverbindung zur Ostbahn Hamburg–Fredericia nach Tinglev wurde 1974 eingestellt und diente danach nur noch als Museumsbahn. Am Bahnhof Tønder sind die Weichenverbindungen ausgebaut und die Strecke ist gesperrt. Von der Bahnstrecke Tønder–Højer Sluse, die bis zum Bau des Hindenburgdamms die Hauptverbindung vom Festland nach Sylt darstellte, sind heute nur noch Dämme erkennbar.
In Tønder verkehren folgende Buslinien:
| Linie | Linienweg                                             |
| ----- | ----------------------------------------------------- |
| 116   | Aabenraa – Hjordkær – Tinglev – Tønder                |
| 136   | Haderslev – Vojens – Toftlund – Løgumkloster – Tønder |
| 266   | Tønder – Møgeltønder – Højer – Hjerpsted              |
| 771   | Solderup – Jejsing – Rørkær – Tønder                  |
| 772   | Sæd – Lydersholm – Grøngaard – Jejsing – Tønder       |
| 774   | Abild – Tyvse – Sølsted – Tønder                      |
| 777   | Højer – Østerby – Møgeltønder – Tønder                |

## Persönlichkeiten
Söhne und Töchter der Stadt:

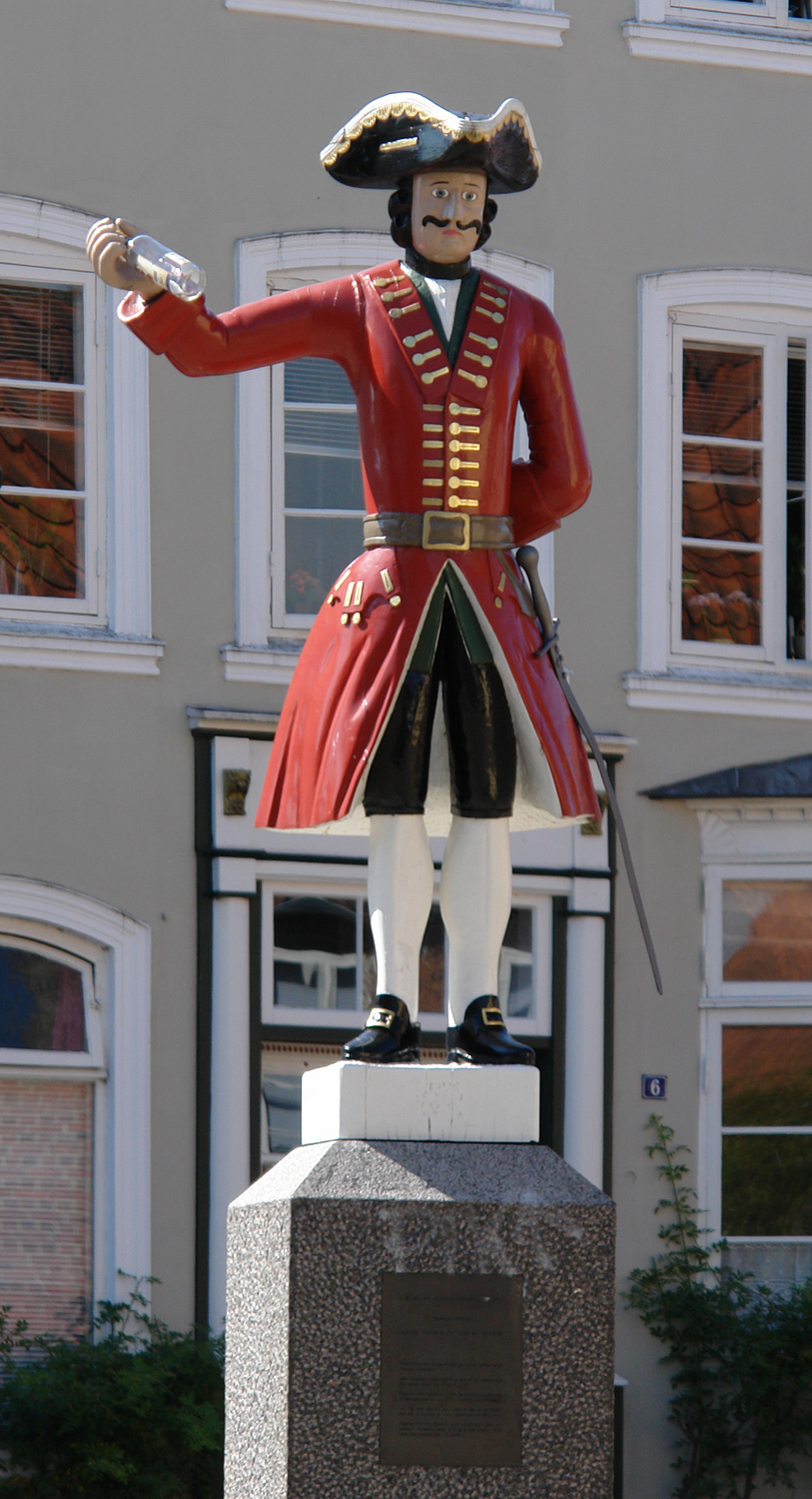
Der Kaakmann auf dem Marktplatz

- Jacob Fabricius der Ältere (1560–1640), deutscher evangelisch-lutherischer Theologe
- Andreas Ambders (1613–1687), Theologe und Leiter der Lateinschule
- Caspar Mauritius (1615–1675), deutscher Theologe und Philosoph
- Johannes Bartholomäus Bluhme (1681–1753), Geistlicher
- Bernhard Raupach (1682–1745), lutherischer Geistlicher und Kirchenhistoriker
- Christoph Raupach (1686–1758), Organist und Komponist in Stralsund
- Hans Adolph Brorson (1694–1764), Pastor in Tønder und bedeutender Kirchenlieddichter
- Balthasar Petersen (1703–1787), lutherischer Propst und Gründer des ersten Seminars für Schullehrer in Schleswig-Holstein
- Burchard Adam Sellius (1707–1745), Historiker
- Oluf Gerhard Tychsen (1734–1815), Theologe, Orientalist, Bibliothekar
- Heinrich Wilhelm von Gerstenberg (1737–1823), deutscher Dichter und Kritiker
- Johann Christian Fabricius (1745–1808), dänischer Zoologe und Wirtschaftswissenschaftler
- Peter Andreas Hansen (1795–1874), deutscher Astronom und Geodät
- Carsten Erich Carstens (1810–1899), deutscher lutherischer Theologe und Historiker
- Siegfried Saloman (1816–1899), dänischer Komponist und Violinist
- Karl Johannes Wieding (1825–1887), deutscher Rechtswissenschaftler und Hochschullehrer
- Julius Bahnsen (1830–1881), deutscher Philosoph
- Karl Asmus Bachmann (1842–1916), deutscher Richter und Politiker (Preußisches Abgeordnetenhaus)
- Johann von Wildenradt (1845–1909), deutscher Schriftsteller und Redakteur
- Gustav Adolf Neuber (1850–1932), deutscher Chirurg, Begründer der Asepsis
- Holger Sverdrup Kiær (1856–1928), dänischer Arzt
- Anton Nissen (1866–1934), deutscher Landschaftsmaler
- Johannes Schmidt-Wodder (1869–1959), evangelischer Pfarrer, Politiker und Vertreter der deutschen Minderheit
- Johann Holtz (1875–1944), deutscher Künstler
- Otto Scheel (1876–1954), deutscher Theologe, Landeshistoriker und Hochschullehrer
- Ludwig Andresen (* 10. Juni 1880; † 16. Dezember 1940 in Tondern)[15], Lehrer, Historiker, Historiograf Tønders
- Max Valentiner (1883–1949), deutscher Marineoffizier
- Emil Rasmus Jensen (1888–1967), deutscher Bildhauer
- Karl Georg Wittich (1901–1980), deutscher Staatsbeamter
- Matthias Andresen (1904–1992), deutscher Politiker (CDU), MdL (Schleswig-Holstein)
- Hans J. Wegner (1914–2007), dänischer Kunsttischler und Möbeldesigner
- Hanns Christian Jessen, Schriftsteller und Maler
- Gerhardt Nissen (1923–2014), deutscher Psychiater
- Poul Schlüter (1929–2021), dänischer Ministerpräsident 1982–93
- Hermann Heil (1935–2018), dänisch-deutscher Verbandsfunktionär
- Inken Baller (* 1942), deutsche Architektin
- Curt Hansen (* 1964), dänischer Schachspieler
- John Jacobsen (* 1964), Handballspieler
- Mai Mercado (* 1980), dänische Ministerin
- Jakob Michelsen (* 1980), dänischer Fußballtrainer

## Städtepartnerschaften
- Bamble, Norwegen
- Västervik, Schweden

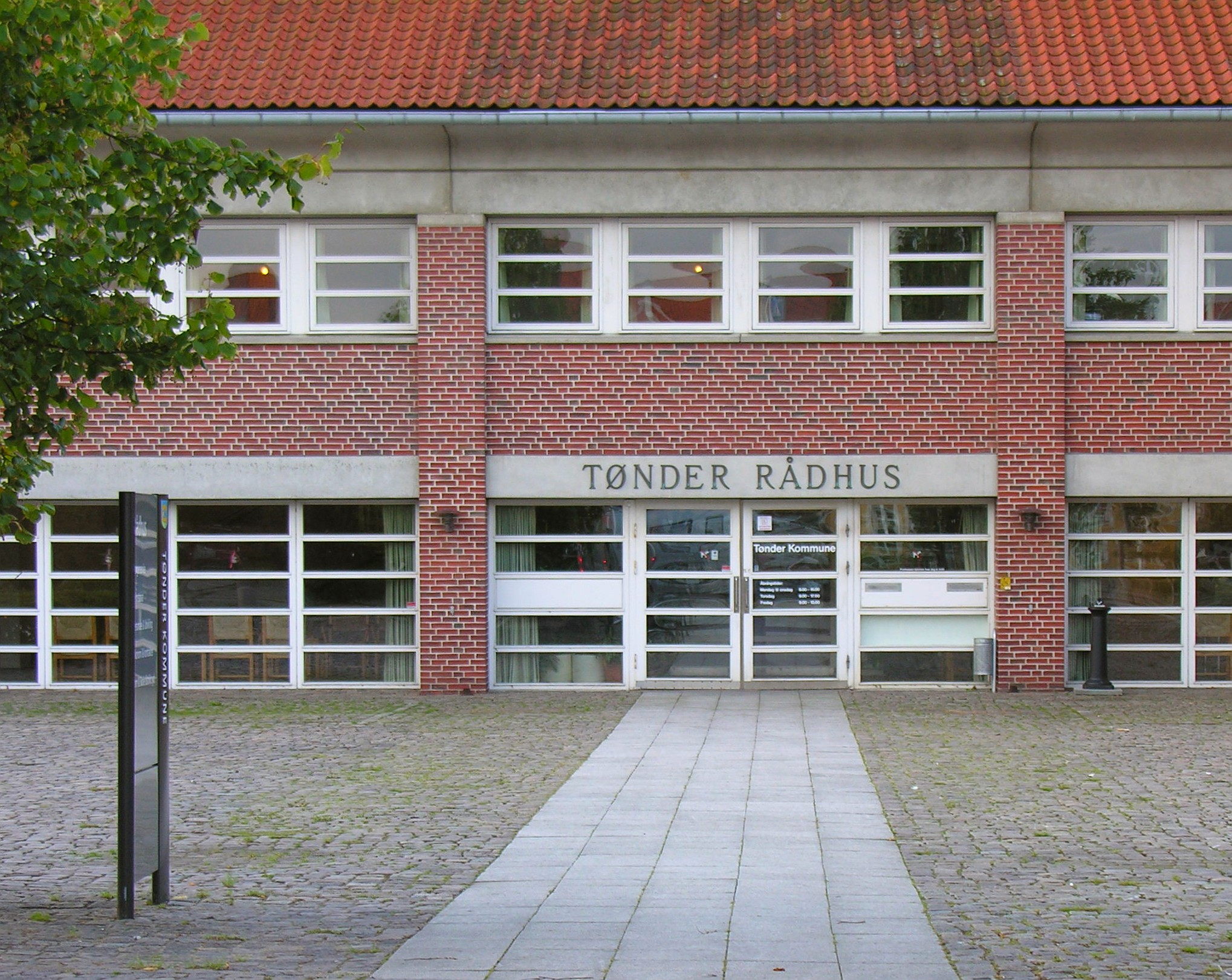
Rathaus (2007)

- Närpes (Närpiö), Finnland
- Akranes, Island